# Gramma brasiliensis
Gramma brasiliensis är en fiskart som beskrevs av Sazima, Gasparini och Moura, 1998. Gramma brasiliensis ingår i släktet Gramma och familjen Grammatidae. Inga underarter finns listade i Catalogue of Life.